# Zisterzienserinnenabtei La Cour-Notre-Dame

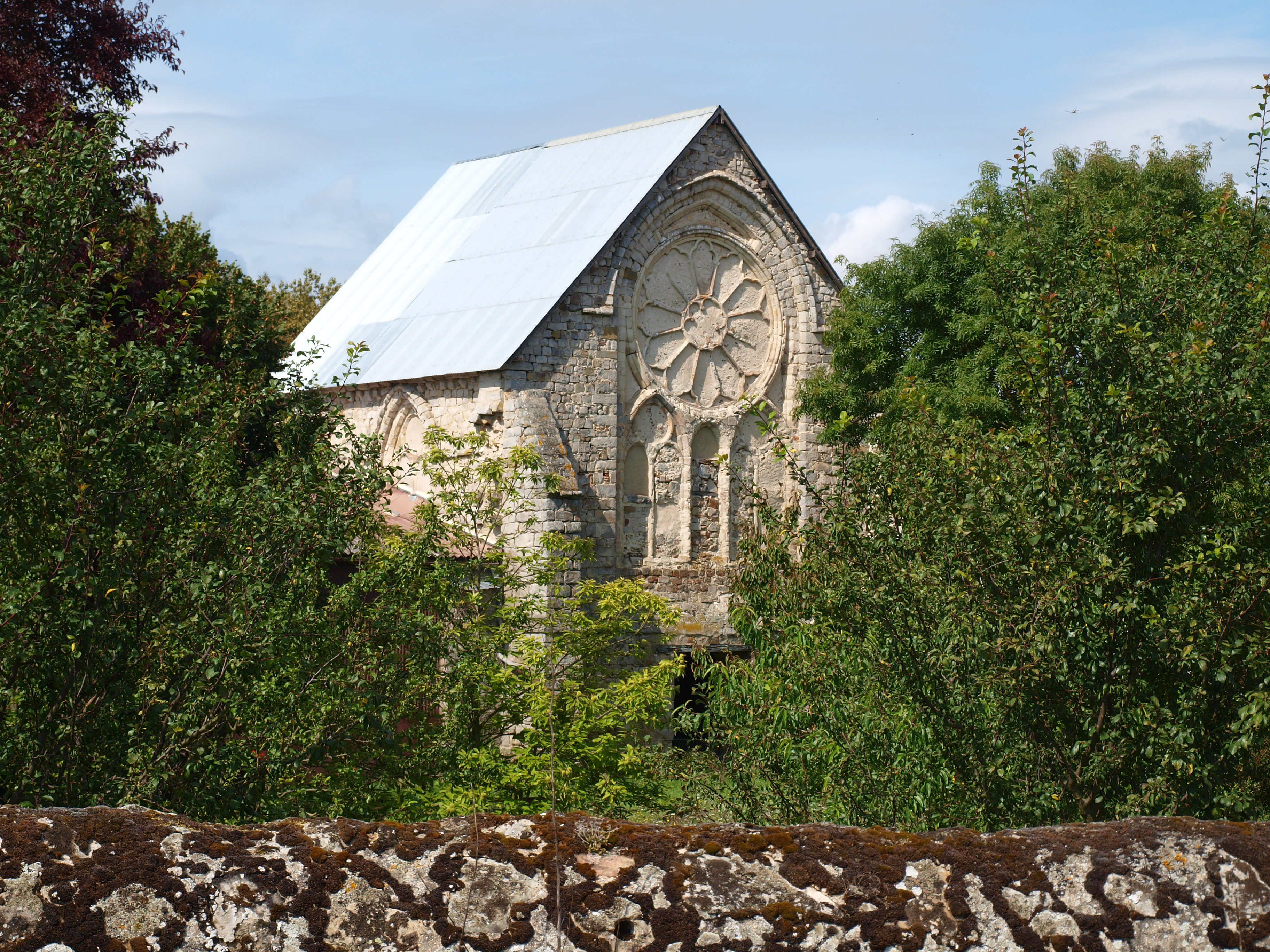
Kapelle der Abtei

Die Zisterzienserinnenabtei La Cour-Notre-Dame war von 1225 bis 1793 ein französisches Kloster der Zisterzienserinnen in Michery, Kanton Pont-sur-Yonne, Département Yonne, im Erzbistum Sens.

## Geschichte
Zisterzienserinnen, welche die Betreuung der Leprakolonie La Cour-Notre-Dame in Villuis, Département Seine-et-Marne, übernommen hatten, gründeten 1225 in Michery, am Ufer der Oreuse, einem Nebenfluss der Yonne, das Kloster La Cour-Notre-Dame („Maria Hof“), das von den Äbten der Klöster Cercanceaux und Pontigny visitiert wurde. Vom Hundertjährigen Krieg stark in Mitleidenschaft gezogen, wurde die Abtei 1477 auf den Rang eines Priorats des Klosters Cîteaux heruntergestuft und durch die Äbte der Klöster Vauluisant und Les Écharlis visitiert, bis es 1793 zur Auflösung und zum Verkauf durch die Französische Revolution kam. Die verbleibende Chorruine der Kirche (heute privat), die seit 1963 unter Denkmalschutz steht, verdiente nach dem Urteil von Peugniez eine Restaurierung.